# Cebollas encurtidas

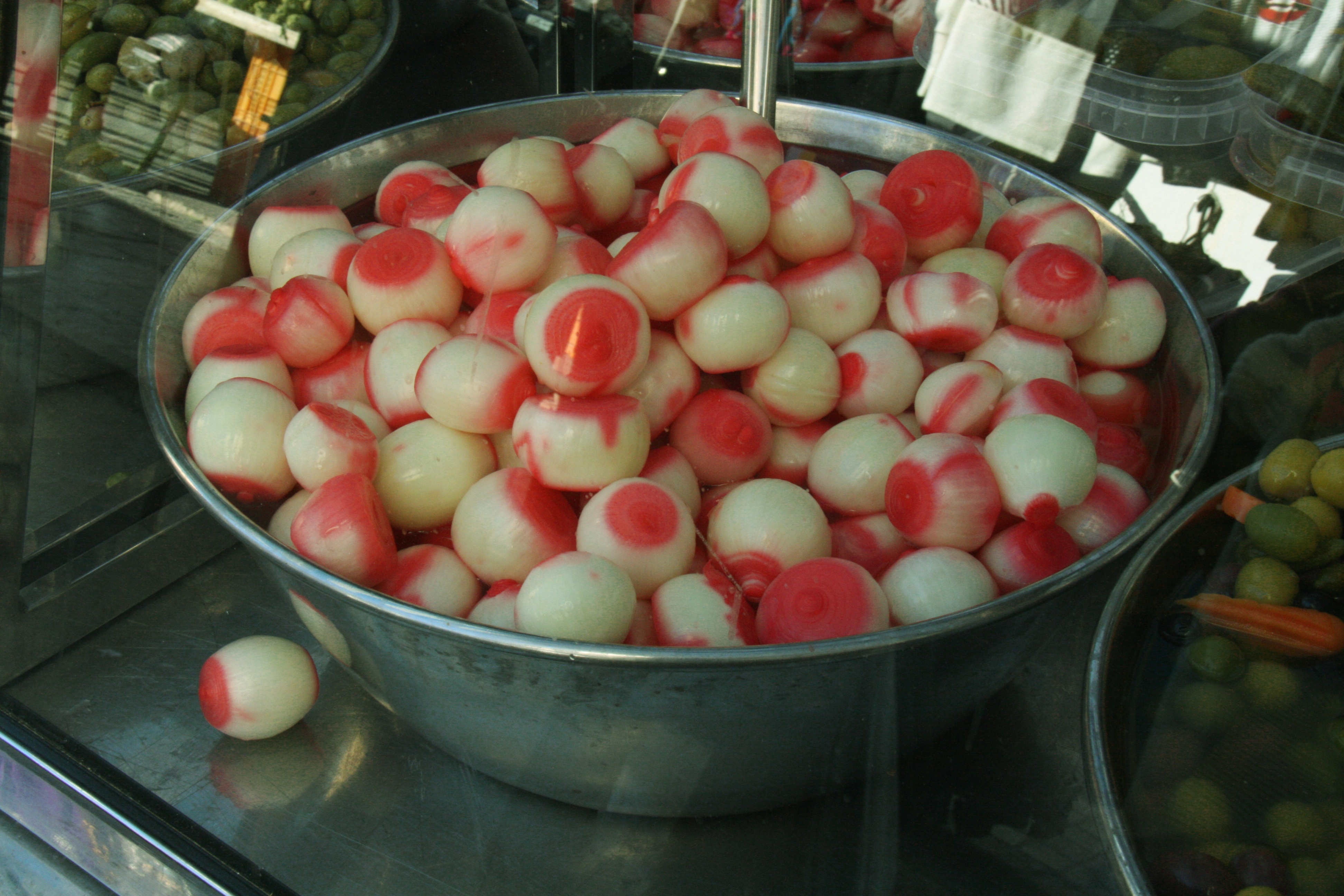
Barreño con cebollas encurtidas.

Las cebollas encurtidas (cebolletas o cebollitas) se trata de un encurtido elaborado con cebollas de diferentes clases. Son muy empleadas como aperitivos en algunas gastronomías. Existen variantes de cebollas de pequeño tamaño (de apenas un par de centímetros de diámetro) que se emplean exclusivamente para el encurtido.

## Características
Las cebollas se suelen preparar encurtidas, tanto enteras como finamente picadas. 

## Usos
En diferentes gastronomías suelen emplearse como un aperitivo (a veces una tapa) que acompaña bebidas como la cerveza. En algunas preparaciones de la cocina española suele ser un ingrediente de los estofados, así como de las populares banderillas (acompañada de rodajas de encurtidos como los pepinillos). En la cocina del Reino Unido se emplea como ingrediente de los fish and chips, así como de parte del Ploughman's lunch. Cortada en rodajas, debido a su sabor avinagrado suele emplearse en la elaboración de sándwiches especiales como el sándwich de queso. En algunas ocasiones forma parte de los ingredientes de las ensaladas.